# Русяєва Анна Станіславівна
Анна Станіславівна Русяєва (до шлюбу Башинська; 1 лютого 1937, с. Буда-Голубієвичі, нині Народицького району Житомирської області) — українська археолог, доктор історичних наук (1990). Лауреатка Державної премії України в галузі науки і техніки.

## Життєпис
Народилася в селі Буда-Голубієвичі (нині село Народицького району Житомирської області) в селянській родині. 1962 закінчила кафедру археології і музеєзнавства історико-філософського факультету Київського університету за спеціальністю історик-археолог. З 1962 року працює в Інституті археології АН УРСР (з 1994 — Інститут археології НАН України). З 1975 — кандидат, з 1990 — доктор історичних наук.
Визначна експертка в першу чергу з античної епіграфіки Північного Причорномор'я, також з античної історії, археології, культури, релігії, елліно-скіфських взаємин тощо. Авторка і співавторка понад 200 опублікованих в Україні, Росії і країнах Західної Європи наукових праць, у тому числі чотирьох монографій. Одна з провідних авторів колективних видань:
- «Археология Украинской ССР» (т. 2);
- «Давня історія України» (т. 2);
- «Історія української культури» (т. 1);
- «Україна крізь віки» (т. 2);
- (рос.) «Ольвия: Античное государство в Северном Причерноморье»;
- (рос.) «Херсонес Таврический в середине I в. до н. э. — VI в. н. э.»
- (рос.) «Исторические личности эллино-скифской эпохи».

До найзначніших археологічних відкриттів А. Русяєвої належить теменос в Ольвії зі святилищами багатьох божеств.
Член Міжнародної асоціації грецької та латинської епіграфіки (AIEGL).

## Відзнаки
- Державна премія України в галузі науки і техніки 2002 року за «Давню історію України»
- Премія імені М. І. Костомарова 1995 року за монографію «Религия и культы античной Ольвии» (рос.)

Нагороджена почесними грамотами НАН України та відзнаками інших країн.